# Księstwo Brunszwiku-Bevern
Księstwo Brunszwiku-Bevern – państwo istniejące w latach 1666-1815.

## Historia
Po śmierci Augusta Młodszego księstwo Brunszwiku zostało podzielone. Synowie z pierwszego małżeństwa : Rudolf August i Antoni Ulryk otrzymali Brunszwik-Wolfenbüttel, a pochodzący z drugiego związku Ferdynand Albert Brunszwik-Bevern. W 1667 r. książę poślubił Krystynę Hessen-Eschwege. Mieli dziewięcioro dzieci. W 1687 r. Ferdynand Albert I zmarł. Władzę objął jego syn Ferdynand Albert II. Poślubił on córkę księcia Brusnziwku-Wolfenbüttel Ludwika Rudolfa, swoją kuzynkę Antoninę. Po śmierci Ludwika Rudolfa w marcu 1735 r. pod berłem Ferdynanda znalazł się cały Brunszwik. Księstwa jednak nie zostały połączone. Ferdynand Albert zmarł we wrześniu 1735 r. Aż do kongresu wiedeńskiego książęta Brunszwiku tytułowali się zarówno książętami Brunszwiku-Bevern, jak i Brunszwiku-Wolfenbüttel.